# Mamma Kandeh

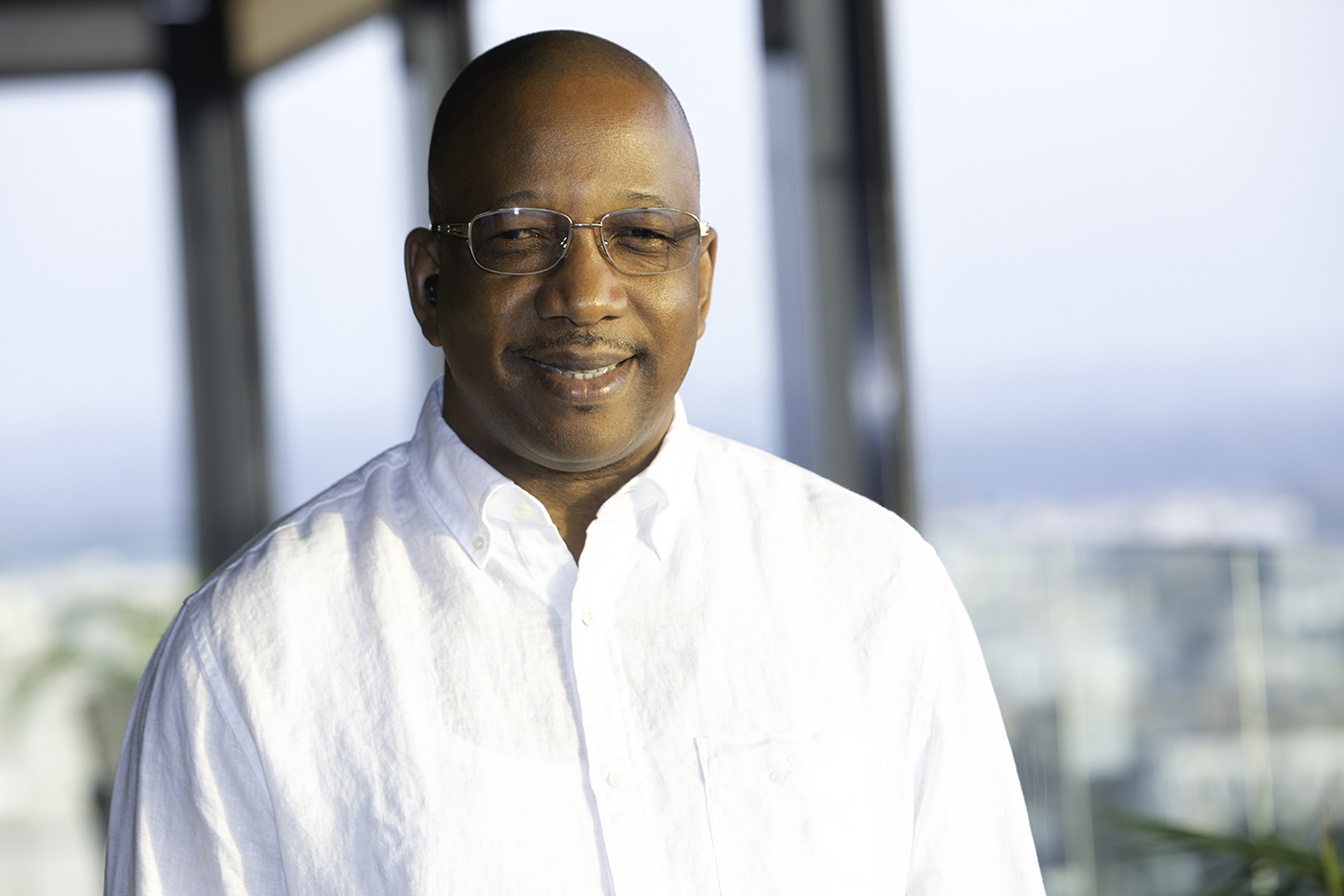
Mamma Kandeh

Mamma Kandeh (* 12. Juli 1965) ist Politiker im westafrikanischen Staat Gambia.

## Leben
Kandeh, Sohn des Groit N'gaari Kandeh wuchs im Distrikt Sami auf. Kandeh besuchte ab 1972 die Grundschule und später die weiterführende Schule. Ab 1985 war er bei der Gambia Ports Authority als Büroangestellter angestellt, 1990 besuchte er auf dem Gambia Technical Training Institute (GTTI) einen Kurs in Buchhaltung (englisch R.S.A course in Accounting). 1994 war er auf der Kölner Fachhochschule.

## Politisches Leben
| Parlamentswahl | Stimmen    | Stimmanteil |
| -------------- | ---------- | ----------- |
| 2002           | einstimmig | gewählt     |
| 2007           | 4.067      | 58,92 %     |

Bei den Parlamentswahlen 2002 trat Kandeh als Kandidat der Alliance for Patriotic Reorientation and Construction (APRC) im Wahlkreis Jimara zur Wahl an und konnte den Wahlkreis mangels Gegenkandidaten für sich gewinnen. Bei den Wahlen 2007 konnte Kandeh seinen Wahlkreis gegen seinen Gegenkandidaten Adama Barrow von der United Democratic Party (UDP) verteidigen.
Ab 2004 ist er gleichzeitig Abgeordneter des Panafrikanischen Parlaments. Auch in der folgenden Legislaturperiode ab 2009 gehört er diesem Parlament an und ist im Ausschuss für Handel, Zoll und Einwanderung.
Kandeh wurde am 3. April 2013 aus der APRC ausgeschlossen und gründete am 11. Mai 2016 die Partei Gambia Democratic Congress. Er trat bei der Präsidentschaftswahl in Gambia 2016 an und erhielt als Drittplatzierter 17,8 % der Stimmen. Bei den Präsidentschaftswahlen 2021 wurde er mit 12,3 % der Stimmen erneut Dritter.